# Jasenjačevke
Jasenjačevke (melikovke, melije lat. Meliaceae), velika biljna porodica u redu Sapindales koja je ime dobila po rodu Melia ili očenašica. Sastoji se od 52 roda s preko 740 vrsta.
Većina vrsta su drveće i (rijetko) grmlje, porijeklom iz tropskih i suptropskih regija. Većina članova porodice ima velike složene listove, s listićima raspoređenim u obliku pera, i razgranate cvjetne grozdove. Plod je mesnat i obojen ili kožasta čahura. Važniji predstavcnici su mahagoni (Swietenia), tona ili surensko drvo (Toona), aglaja, kabraleja, karapa, cedrela, entandrofragma, gujare, lansijum i dr.
Stabla iz rodova Swietenia, Entandrophragma i Cedrela (osobito španjolski cedar, C. odorata) su gospodarski važna stabla i cijenjena su kao izvor drva mahagonija. Drvo neem, koje se također naziva i stablo margose (Azadirachta indica), uzgaja se diljem tropskih krajeva Starog svijeta, osobito u Indiji i jugoistočnoj Aziji, i izvor je drva te ljekovitih ulja i smola. Langsat (Lansium domesticum) porijeklom je iz zapadne jugoistočne Azije i uzgaja se zbog jestivih plodova. Kineska bobica (Melia azedarach), koja se naziva i perzijski jorgovan, ukrasno je azijsko drvo s okruglim žutim plodovima, koje se često uzgaja u mnogim tropskim i toplim umjerenim područjima.

## Rodovi
Familia Meliaceae Juss. (771 spp.)
1. Subfamilia Cedreloideae Arn.
  1. Chukrasia A. Juss. (1 sp.)
  2. Schmardaea H. Karst. (1 sp.)
  3. Capuronianthus J.-F. Leroy (2 spp.)
  4. Lovoa Harms (2 spp.)
  5. Entandrophragma C. DC. (11 spp.)
  6. Toona (Endl.) M. Roem. (6 spp.)
  7. Cedrela P. Browne (16 spp.)
  8. Soymida A. Juss. (1 sp.)
  9. Neobeguea J.-F. Leroy (3 spp.)
  10. Pseudocedrela Harms (1 sp.)
  11. Swietenia Jacq. (4 spp.)
  12. Khaya A. Juss. (8 spp.)
  13. Xylocarpus J. Koenig (3 spp.)
  14. Carapa Aubl. (20 spp.)
2. Subfamilia Melioideae Arn.
  1. Tribus Melieae DC.
    1. Owenia F. Muell. (5 spp.)
    2. Melia L. (2 spp.)
    3. Azadirachta A. Juss. (2 spp.)

  2. Tribus Quivisiantheae Reveal
    1. Sandoricum Cav. (5 spp.)
    2. Quivisianthe Baill. (1 sp.)
    3. Ekebergia Sparrm. (3 spp.)

  3. Tribus neopisan
    1. Walsura Roxb. (16 spp.)
    2. Heynea Roxb. (2 spp.)

  4. Tribus Vavaeeae Harms
    1. Vavaea Benth. (5 spp.)

  5. Tribus Trichilieae DC.
    1. Lepidotrichilia (Harms) J.-F. Leroy (4 spp.)
    2. Astrotrichilia (Harms) J.-F. Leroy ex T. D. Penn. & Styles (13 spp.)
    3. Munronia Wight (7 spp.)
    4. Cipadessa Blume (1 sp.)
    5. Pseudoclausena T. P. Clark (1 sp.)
    6. Nymania Lindb. (1 sp.)
    7. Naregamia Wight & Arn. (2 spp.)
    8. Calodecaryia J.-F. Leroy (2 spp.)
    9. Turraea L. (65 spp.)
    10. Humbertioturraea J.-F. Leroy (7 spp.)
    11. Malleastrum (Baill.) J.-F. Leroy (25 spp.)
    12. Pterorhachis Harms (2 spp.)
    13. Trichilia P. Browne (114 spp.)
    14. Didymocheton Blume (43 spp.)
    15. Cabralea A. Juss. (1 sp.)
    16. Aglaia Lour. (127 spp.)
    17. Aphanamixis Pierre (3 spp.)
    18. Lansium Corrêa (3 spp.)
    19. Reinwardtiodendron Koord. (6 spp.)
    20. Sphaerosacme Wall. ex Royle (1 sp.)
    21. Epicharis Blume (7 spp.)
    22. Dysoxylum Blume (39 spp.)
    23. Pseudocarapa Hemsl. (5 spp.)
    24. Goniocheton Blume (4 spp.)
    25. Guarea L. (74 spp.)
    26. Heckeldora Pierre (7 spp.)
    27. Leplaea Vermoesen (7 spp.)
    28. Neoguarea (Harms) E. J. M. Koenen & J. J. De Wild. (1 sp.)
    29. Ruagea H. Karst. (11 spp.)
    30. Turraeanthus Baill. (3 spp.)
    31. Chisocheton Blume (51 spp.)
    32. Prasoxylon M. Roem. (7 spp.)
    33. Anthocarapa Pierre (1 sp.)
    34. Synoum A. Juss. (1 sp.)
    35. Pseudobersama Verdc.